# Regadinho
O regadinho é uma dança popular (de roda) de tradição posterior a 1926. É dançada de braço dado e se baila em todo o norte de Portugal e também no litoral. É, por isso, uma dança híbrida, com algo de nortenho e algo de litorâneo.